# 侵略!イカ娘
『侵略！イカ娘』（しんりゃくイカむすめ、The invader comes from the bottom of the sea!、欧米版タイトル：Squid Girl）は、安部真弘による日本の漫画作品。『週刊少年チャンピオン』（秋田書店）にて2007年35号から2016年13号まで連載された。全22巻。

## 概要
海からの侵略者「イカ娘」と、彼女が上陸した海岸にある海の家「れもん」の関係者を中心としたギャグ漫画。当初は全5話の短期集中連載の予定で開始したが、人気が出たためにそのまま正式に週刊連載が決定した。安部にとっては初めての長期連載作品である。各話のサブタイトルの語尾は｢○○なイカ?｣となっている。
2010年19号および公式サイトにてテレビアニメ化が発表され、2010年10月から12月まで、原作と同タイトルで全12話が放送された。アニメ化によって知名度が上昇し、インターネット上でもイカ娘の語尾「〜イカ?」と「〜ゲソ」が流行し、2010年度ネット流行語大賞銅賞（3位）を受賞した。2011年にも9月から12月までテレビアニメ第2期『侵略!?イカ娘』が放送された。また、オリジナルアニメDVDが単行本第12巻限定版、第14巻限定版、オリジナルアニメBDが第17巻限定版に付属している。

### 連載開始までの経緯
『週刊少年チャンピオン』での連載開始以前から安部は自身のウェブサイト上でイカ娘のイラストや漫画を掲載していた。なお安部は同時に「WEB漫画のイカ娘はプロトタイプなので、いま連載しているイカ娘とはキャラが違います」とコメントしている。
主人公であるイカ娘の名前の由来は、安部が専門学校時代の友人2人と伊豆へ旅行した際、旅館で「せっかく伊豆に来たんだから海産物の擬人化をしてみないか」という提案が出てその場の思いつきで描いたのが始まり。その時に描いたキャラクターを気に入り、その後色々とキャラ付けして現在のイカ娘になったという。主人公がイカになったきっかけは、作者が単純に「〜イカ？」という駄洒落を気に入り「女の子が突然墨を吐いたら面白いな」と考えたことによる。「侵略者」という設定にしたのは「僕は、ゴミのポイ捨てがとても嫌いで、このキャラならば海にたくさん不法投棄する人間にきっと腹を立てる」と思ったため。また、侵略がうまくいかないのは「最初からかわいく無邪気なキャラだったので、うまくいかないほうが“らしい”」との考えであるという。
当時の週刊少年チャンピオン編集長である沢考史が新人作家の連載企画用カットを見ていたところイカ娘を見て気に入り、タイトルを確認すると「イカ娘」というそのままのネーミングだった事が面白かった、という理由で連載が決定した。編集部内でもイカ娘の語尾が流行り、アンケート人気も相まって正式連載が決定した。

## 特徴および舞台設定
扉絵が存在しないため、単行本第1巻では話ごとの区切りが非常に分かりづらくなっている。第2巻からは各話ごとに「第○○話・おわり」と入るようになった。
作中の季節は夏で固定されているが、例外的に他の季節のエピソードが描かれることもある。以下にその一覧を記す。
- 「『侵略！イカ娘 in Winter』」 - 冬の海岸を舞台にした話（コミックス第3巻）。
- 「『侵略！イカ娘 in 5月』」 - こどもの日の相沢家の様子を描く（第4巻）。
- 「『侵略！イカ娘 in 10月』」 - 相沢家の栗拾いの様子を描く（第5巻）。
- 「侵『略！イカ娘 in Spring』」 - 「卒業」になぞらえて、相沢家のメンバーがそれぞれ何かにキリをつけることを考える話（第6巻）。
- 「『侵略！イカ娘』@ハロウィン」 - ハロウィンの夜、イカ娘が家々を回ってお菓子をもらう話（第7巻）。
- 「『侵略！イカ娘』 in Xmas」 - イカ娘がサンタクロースの衣装を着て、家々を回ろうとする話（第8巻）。
- 「『侵略！イカ娘』 in 4月」 - イカ娘が「エイプリルフールなら、どんな嘘をついても許される」と嘘をつきまくり、騒動を巻き起こす話（第9巻）。
- 「『侵略！イカ娘』 in お正月」 - 元日のイカ娘と相沢家の様子を描く（第11巻、第21巻）。
- 「『侵略！イカ娘』@スキー場」 - スキー場でのイカ娘と相沢家、早苗の様子を描く（第13巻）。
- 「『侵略！イカ娘』 in 6月」 - イカ娘が長雨の降りしきる中を散歩する話（第14巻）。
- 「『侵略！イカ娘』 in 運動会」 - イカ娘が清美の学校の運動会に参加する話（第15巻）。
- 「『侵略！イカ娘』 in March」 - イカ娘がひな祭りと節分を間違える話（第16巻）。
- 「『侵略！イカ娘』@お月見」 - イカ娘と相沢家が月見をする話（第17巻）。
- 「『侵略！イカ娘』 in 11月」 - イカ娘と相沢家の11月の様子を描く（第18巻）。
- 「『侵略！イカ娘』 in ホワイトデー」 - イカ娘・相沢家・早苗・悟郎のホワイトデーの様子を描く（第19巻）。
- 「『侵略！イカ娘』 and 田辺 梢」 - 田辺梢が海の家れもんを訪れる（第22巻）。

原作では年数・月日が経過しておらず、イカ娘が連載当時の（現実の）月にカレンダーを変えようとしたり、栄子が「体感的に3年ほど夏が続いているような」とメタフィクション的な発言をすることもある。登場人物の年齢や学年に変化はなく、上記の内「in Winter」の後再び夏が来たと書かれているが、本編では「イカ娘が上陸してからまだ1年の12分の1（1か月）ってところ」という発言（第286話）があり、時間はほぼ経過していないことがうかがえる。アニメでは第1期の第12話で1年が経過したような描写があるが、第2期でも登場人物の学年や年齢に変化はない。
本作の舞台である海の家「れもん」の所在地は神奈川県湘南海岸であるが、地名は「倉鎌市」（第229話）という架空の地名になっている（名前の由来は鎌倉市）。場所については栄子が現在位置として神奈川県の地図の海辺を指し示す（第47話）、千鶴と悟郎が鎌倉駅前と酷似した場所をデートの待ち合わせ場所とする（第91話）といった描写がある。アニメでは「れもん」のある海水浴場が由比ヶ浜であることが示されている。

## あらすじ
イカ娘は、海洋汚染を続けてきた人類を懲らしめるべく、地上世界を侵略するために陸上へとやってきた。しかし、最初の侵略拠点として目をつけた海の家「れもん」すら制圧できず、しまいには壁を壊した修理代代わりにそこで働かされるはめに。果たして、イカ娘が人類侵略を達成する日は来るのだろうか。
この物語は、イカ娘とその周りの個性豊かな人間達が繰り広げるドタバタコメディである。

## 登場人物
「声」はアニメ版およびドラマCDにおける担当声優。

### 主人公
イカ娘（イカむすめ）
声 - 金元寿子

主人公。誕生日を祝ってもらったことがなく、年齢は本人も分からないが推定年齢は13 - 14歳。海を汚す人類を成敗・侵略すべく、深海から地上にやってきた少女。海から一番近いという理由で最初の侵略拠点と定めた海の家「れもん」の侵略に失敗し、壊した壁の修理代の弁償という名目で「れもん」従業員として超低賃金でこき使われている。「れもん」を経営する相沢姉妹の指示で日々仕事をこなすが、面白そうなことがあるとすぐそちらにかまけてしまう。上陸後しばらくは「れもん」で寝泊りしていたが、後に千鶴の提案により相沢家に拠点を移した。相沢家の姉妹からは当初冷ややかな扱いを受けていたが、相沢家に居候するようになってからは徐々に家族の一員としての扱いをされるようになる。
白地のワンピースの中には常に白いスクール水着を着用している。両腕に装着した青い腕輪は体重を増減させる機能を持っており、触手の威力を増減したり、海中での沈降・浮上速度を上げたりするために使用する。
イカの胴部に似た白い帽子状の頭頂部は身体の一部で、外すと死ぬ。帽子側面のエンペラは自分の意思で動かせ、外敵に対する武器としても機能する。頭髪と一体化した10本の青い触手は、非常に器用に動くほか、物を切断する鋭利さと精密さを兼ね備えている。伸縮自在で、切断されても翌日には元通りになる再生能力も有する。ほぼ全ての作業が触手で事足りるため、人間の手足にあたる部分はむしろ不器用。また口からイカ墨を噴くことや、ホタルイカの原理で全身から光を発することができる。
会話では必ず「～でゲソ」「～なイカ？」等の語尾を付けて話す。態度はやや尊大で、他人の名前は基本的に呼び捨て。二人称には「お主」や「お前」を使う。
英会話や数学、機械類の操作方法など、多方面に優れた学習・適応能力を持つ。
エビが大好物で、長期間エビを食べないと禁断症状が起こる。海中での捕食者（サメやシャチ）を何よりも苦手とする。趣味はテレビ観賞とテレビゲーム。
本人の意思とは関係なく、子供達から絶大な人気を得ており、たけるたちのグループと遊ぶことも多い。また、初対面の人間に対しても物怖じせず気軽に接することができる。
本人は侵略者として恐れられることを望んでいるが、しばしば自分が侵略者であることを忘れ、地上に何をしに来たのか解らなくなることがある。
イカ娘の思いつきで作った「侵略部」の部長に就任、「侵略」と称して皆でいろいろなところへ遊びに出かけている。

### 海の家「れもん」
イカ娘が海から初めて上陸した際、最初の侵略拠点として占拠しようとした海の家。この作品における舞台。店名の由来は作者のハンドルネーム「レモン」。
相沢栄子（あいざわ えいこ）
声 - 藤村歩
相沢家の次女。16歳。O型。高校生で、倉鎌高校の1年に在籍。「れもん」では給仕を担当。犬が好き。
イカ娘のみならず、周囲のあらゆるキャラクターに対するツッコミ役の常識人。イカ娘が壊した「れもん」の壁の修理代を出させるために低賃金でコキ使う。
言動や性格は男勝りであり、直情径行な気質で、負けず嫌い。正義漢で、不正や不埒な行為する者を懲らしめ、困っている人には手を差し伸べることを常とする。
一応イカ娘を侵略者と認識しているが、脅威は感じておらず、自分の部屋にイカ娘を寝泊りさせたり、しばしば一緒に行動したりしているなど、むしろ（イカ娘からすれば）嘗めている。一方でイカ娘に地上のことをいろいろ教えたり困ったときに助言してやったりと何かとかまってやることが多く頼りにされている。(千鶴曰く)「昔の栄子は女の子らしかった」ことから、記憶喪失になったイカ娘に「お姉ちゃん」と呼ばれた時や、ままごとでイカ娘の妻の役をしていたときは赤面して抵抗を示している。
ヘアスタイルはストレートなショートボブで、前髪の一部分が独特の跳ね方をしている。オレンジがかった茶髪。毛先をきっちりそろえているためイカ娘には「ヘルメット」のように見えているようだが本人はそう言われると怒る。また、 普段着はTシャツとジーンズまたはパンツルックが基本。女性的な服装が苦手で、浴衣やロリータファッションには難色を示している。
運動能力は千鶴には及ばないもののかなり高く、ボウリングではかなりのスコアを出している。
勉強は全体的に不得意で進級に危機感を覚えるほどであり、特に数学が苦手。英語は中学1年生レベルの英会話が理解できず、小学3年生のたけるにすら及ばない。
趣味はテレビゲームで「ゲームを卒業するときは人生を卒業するときだ」と断言するほど。小学生の時から愛用していたゲーム機（ファミコム）が壊れたときにはかなり落ち込み、しばらくしてゲーム用の貯金を発見した後も新しいゲームを買うことができず、つなげていないコントローラーを弄っていることがある。アニメではメガドライブの名前が載った雑誌を読んでいたり、セガのゲームをプレイしている描写が特に多いなどレトロを好んでもいる。ゲーム（エキサイトバイク）の影響でバイクには憧れがあり、原作では原付の運転免許を取得している。
食べ物ではトマトが嫌いで食べられなかったが、イカ娘に同情されて彼女のプライドが許さず、見事克服した。
イカ娘が栄子に対して持つイメージは「単眼のアンドロイド」。
イカ娘と同様に連載開始前のプロトタイプの時期から存在するキャラであり、作者のHPでは当時の彼女のイラストも公開されているが、前髪の特徴がないなど容姿は現在と若干異なる。プロトタイプでは身長の設定もあった（156センチメートル）。
イカ娘の呼び方は「イカ娘」。
相沢千鶴（あいざわ ちづる）
声 - 田中理恵
相沢家の長女。年齢不詳。身長・体重ともに不明だが本人は常に体重を気にしており、ダイエットのためにランニングしている。物語上では両親は出てきていないので物語上の相沢家では最年長者。「れもん」では厨房担当。
基本的には温厚でめったに怒らないが、いったん怒らせると誰にも手を付けられない。また、外見とは裏腹に腹黒くて抜け目がない面もある。特にイカ娘を翻弄して面白がることもある。以上のような性格と後述する能力の数々が原因で、他の人物からは人外（宇宙人ないし怪物）のような扱いを受けているが、(本人曰く)「ちょっと力みがちなだけで本当はシャイでナイーブな普通の女の子」のつもりでいる。
家族思いであり、家族に害を及ぼす者に対しては容赦なく制裁をかける他、イカ娘の行動が他人に迷惑を及ぼす場合も、時に突拍子もない方法も交えつつ、たしなめたり制止したりする。
海の家れもんの経営者としては度胸が据わったアイデアウーマン。
初対面のイカ娘がくしゃみの拍子に噴き出したイカ墨を全身に浴びるも全く動ぜず、そのイカ墨を味見してイカスミスパゲッティを作ることを考案して「れもん」の看板メニューにしている。また、何か問題が起こったときそれを逆手にとってコンテストを開催し参加者の協力を得て解決を図るなど、イベントを実施することも多い。
髪は黒（見かけ上はパープル）のロングヘア。栄子とは前髪の形がやや違うがやはり一部分が独特の跳ね方をしている。眼は近視だが、普段は眼鏡やコンタクトレンズを使用せず、細目にすることで対処している。本気で怒った場合に目を見開くことが多いため、コンタクトレンズをしてパッチリ目になったときはイカ娘や栄子からは恐れられ、海の家れもんの客からは大人気であった。
戦闘能力は常識では考えられないほど高く、「れもん」を乗っ取ろうと本気で仕掛けたイカ娘の触手による超高速の攻撃を軽くかわし、手刀で全て切り落とす、蚊を潰そうとして店の壁に素手で大穴を空ける。など、イカ娘以上の力を見せている。イカ娘のツボを押し間違えて昇天させかけたり、「相手の秘孔を狙う」方法を知っていたり、相手の殺気を感じることができるなどと、暗殺拳を扱える模様。その戦闘能力はしばしば周囲で発生するトラブルを収束させる。
戦闘能力を裏付ける身体能力もやはり常識では考えられないほど高いことがうかがえ、25キロメートルのマラソン後にそのまま階段と坂道と山道を駆け上がっている。本人曰く「ジョギング」。イカ娘が1か月かけて歩いた距離を2日足らずで歩く持久力、ボウリングでオールパーフェクトが出せるほどの運動能力を持つ。
本人がもっとも苦手とする強敵は「ありえない数字を表示する」体重計。
一方、イカ娘が投げ飛ばしてしまった食器や蠅たたき・ドッキリなどを回避できず隙が多い。まれにタイミングが悪い登場をすることもある。
趣味はコーヒー缶のコレクション。ただし本人が発言するまで妹の栄子すら気付かなかった。また家事をすることが生き甲斐となっており、イカ娘たちが彼女を休ませるために家事をすべて行ったときは珍しく気分を悪そうにしておりイカ娘が落とした皿を片づけた時はうっとりとした表情を浮かべていた。
好きな食べ物はシュークリーム。肉も好物でかなりの量を食べる。
店の衛生面もあって虫が嫌いで、ゴキブリや蚊に対して必要以上の力で攻撃したり、3バカの光線で巨大化したフナムシを見たときには恐怖から通常の10倍の力を発揮して粉砕している。
イカ娘の呼び方は「イカ娘ちゃん」。
斉藤 渚（さいとう なぎさ）
声 - 片岡あづさ
アルバイト店員の高校生。サーフィンが趣味で、元々は仕事ついでにサーフィンがしたいという理由で「海の家れもん」でのバイトを志望した。給仕担当。
たけるの担任教師の愛子の妹。
イカ娘を初対面の時から「明らかに人間ではない｣と認識するや非常に狼狽し、｢危険な能力を持つ侵略者」と認識して恐怖に陥り、以後作中で、唯一イカ娘のことを脅威を感じて恐れている。
さらにはイカ娘を警戒して、侵略を阻止すべく「人類のため」にバイトを続けている。
しかしイカ娘を恐れるあまりその能力や思惑を過大に評価しがちで、かえって侵略行為を期待するかのような思考に至ってしまうこともある。話が進むとなかなか侵略しようとしないイカ娘に対して怒りを覚えて叱咤したり（さすがのイカ娘もこれには恐怖を覚えたのか泣いてしまう）、侵略方法を指南したりとだんだんと立場が逆転しつつある。
イカ娘を恐れる態度は、初めて自分を侵略者として扱ってくれた人間としてイカ娘を大いに喜ばせ、以後侵略者としてのプライドの拠り所となっており、大変気に入られている。
目元がすっきりした美形の女性だが、黒髪で髪型がショートカットのボーイッシュな外見で、時々男性と間違えられる。そのため、女性客が少ない時には男装し、女性客の集客に一役買う事もあったが、後に男装をやめている。
人当たりは柔らかく、温厚かつ控えめで真面目な性格。言葉遣いも丁寧だが、サーフィンを軽んじる人物には厳しい発言をする。
溺れていたところを助けてくれた悟郎に対して恩を返そうとしているが、悟郎からは「これが仕事だから」と遠慮されている。イカ娘に対する態度や恩返しのためにやったことなどが原因で栄子からは「スミにおけない」と悟郎は言われていた。
過去に一度原付の免許をとろうとして試験に落ちていたが、後に取得した。
イカ娘が渚に対して持つイメージは「天使」。
イカ娘の呼び方は「イカの人」。

### イカ娘の友人達
相沢たける（あいざわ たける）
声 - 大谷美貴

相沢家の第3子・長男。小学3年生。
好奇心旺盛な性格で、イカ娘のことを遊び相手としてとらえている。イカ娘の触手やイカ墨を全く怖がらず、というよりもむしろ楽しんでいる。
細やかな心遣いの出来る優しい少年で、イカ娘がよその少年たちとトラブルを起こした時には間に立って事を収めたり、イカ娘がたけるの持ち物を壊して謝った時にも内心の動揺を隠して笑顔で許したりなどしている。小学生ながら対人関係にも長けており、イカ娘が突拍子も無い事を言い出しても適当に調子を合わせている。イカ娘にも「空気の読める男」と扱われている。純真な性格であり小学生にありがちな下ネタを言っただけで他の姉妹が困惑するほどである。
努力家で勉強にも意欲的に取り組み、夏休みの宿題を早く終わらせたり、英語も簡単な英会話くらいならできるが、さらに上達すべくシンディーに教えてもらったりしている。
ボウリングでイカ娘の特訓の結果として前方伸身宙返りで投球するクセがつくなど、身体能力も持つ。元々泳げなかったが「海の近くに住んでいるのに泳げないのは恥ずかしい」と悟郎に水泳を習った。サッカーが得意。
髪はトゲトゲ状に直立し、普段着は「GO!」と書かれたTシャツを着ていることが多い。見た目には相沢家の他の姉妹と似ている部分が無く、たけるにはそれがないことから、イカ娘が「本当に姉弟なのか」という疑問を持った時は千鶴と栄子で何が何でも共通点を探された。
カレーライスが大好物で、苦手なのはグリーンピース。
イカ娘からは「単純な顔」「特に特徴が無いから」と変わったイメージは持たれておらず、「何か次元の壁を超えた」リアルなイラストを書かれた。
イカ娘の呼び方は「イカ姉ちゃん」。
長月早苗（ながつき さなえ）
声 - 伊藤かな恵

栄子の幼なじみで友人、同級生。16歳。栄子と同じく倉鎌高校の1年に在籍。
イカ娘に一目惚れし、以降は恋愛対象として異常なほどの執着を見せるようになる。イカ娘には迷惑がられているが、早苗本人は全く気にしていない。コレクションとして本棚にイカ娘の隠し撮りした写真をアルバムに綴じている。
その言動及び愛情表現は過激でイカ娘しか興味が無い。しかも時として常軌を逸脱することから、イカ娘本人から非常に疎まれ、恐れられている。当初はイカ娘に好かれることを強く望み色々と努力したが、後には自分の欲求に忠実に行動することを選んだ。
あらゆるチャンスを利用してイカ娘とのスキンシップに持ち込もうとするが、結局は失敗してばかりいる。その際は必ずと言っていいほどイカ娘の触手やヒレ（ピコピコ）に叩きのめされたり、縛られて振り回されたりするが、ドMなので、こうした攻撃に対してすら強烈な快感を覚えている。
イカ娘に関わる際の行動力は凄まじく、多額の出費も惜しまず、資金面には特に困っている様子もない。撮影用のカメラ買い換え、「れもん」でイカ娘のキャラクター商品を発売した際は全て早苗が買い占め、渚に対しイカ娘に好かれる方法をお金で教えてもらおうとしたり、栄子と違いゲーマーではないがゲーム好きのイカ娘のため次世代ゲーム機を2台購入、アニメでは、クラゲ取り大会で勝利するために他の参加者が捕獲したクラゲを買おうとしたりと、お金で物事を解決しようとする傾向もしばしばみられる。また、イカ娘に関する話題になると所構わずいきなり登場するなどストーカーと思しき行動もしている。
イカ娘に危険が迫った際には捨て身の覚悟で助けようとする勇敢さも持ち合わせている。栄子に頼まれてイカ娘の危機を救うこともある。また、イカ娘のSPを自ら買って出て就寝中のイカ娘を守ったが、最終的には、自らロープで自分を縛っており、「悪い人間は捕まえた」とのこと。
趣味はイカ娘の写真撮影。当初はイカ娘のコスプレ写真を撮影していたが、現在はコスプレ写真を撮ることはやめた模様。しかし写真撮影は今後もするつもりでアルバムはそのために分厚くしている。食卓にもイカ娘の写真を飾っており「食が進む」とのこと。イカ娘グッズを多数保有しており、その中には「れもん」で買ったキャラクターグッズだけでなく抱き枕など自作したものも含まれている。
イカ娘と親しく接する栄子や清美にしばしば嫉妬する。それは空間が大きく歪むほど凄まじい。しかし、清美とその後輩たちがイカ娘と親しむ様子を見てからは、イカ娘は慕われることが自然な人柄であるとの思いを持ち、多少は現況を受容する気になった。また、清美を通じてイカ娘と親しくなるチャンスをうかがっているためむしろ仲良くしようと心がけ、清美に対してはその変態性を知られまいと努力しているが、イカ娘と清美を自宅に招待した時に、後で忘れ物を取りに来た清美に大量のイカ娘グッズ(自作品も含む)を見られたときには、引かれると思いきや、感激して唯一自分のイカ娘愛を共感してくれたことから、友情が芽生え、自分の持っているイカ娘グッズを全部清美にプレゼントした。（本人曰く）「イカ娘グッズの予備を全部持っている」。
性格は本人曰く、「ちょっと引っ込み思案で恥ずかしがり屋」。栄子からは「天然」と言われている。
髪の色は栗色で、髪型はショートカット、常に白い無地のカチューシャを着用している。服装はキャミソールをよく着用する。
イカ娘に関しては千鶴も目をみはるほどの運動能力を発揮、イカ娘を追いかける際の走力はオリンピック選手並。砂浜にビーチサンダル履きという悪条件にもかかわらず12秒88を叩きだした。泳力はイカ娘の口紅（しかし、イカ娘が海に投げたのは相沢家のシャチハタのハンコであった）を追いかけるためにバタフライでイースター島まで追いかけるほど。ただし、イカ娘関連以外では、清美からバドミントンを教わった時は10分でバテている。
イカ娘に対しては嗅覚も特別な威力を発揮するようで、たまたま商店街に買い物に来ていたイカ娘を匂いで発見した。
いわゆる如何物食いの傾向があり、栄子曰く、小学生の時にはイモムシ、中学生の時にはジグモを「カワイイ」と言っていたが、イカ娘への執着がこの延長なのかは不明。
コスプレ衣装や抱き枕などの裁縫は得意だが、その他の家事や日曜大工は不得手で料理は特に下手。またスクーターを購入してから原付免許をとろうとしているが、矢印の標識でイカ娘しか思い浮かべることができず落ちている。
「海の家れもん」が人手不足になると応援要員として働くこともある。
イカ娘や栄子と同様にプロトタイプが存在する。そちらでは身長や趣味などの設定がされていた（身長154センチメートル）。
イカ娘の呼び方は「イカちゃん」。
紗倉清美（さくら きよみ）
声 - 菊池こころ
近所の家の女の子で、イカ娘の友達。中学3年生で長谷中学校に在籍。
たけるとユウタに触発され、イカ娘が出来心でピンポンダッシュしようとしたのがたまたま自分の家だったことからイカ娘と知り合った。ピンポンダッシュが千鶴に知られるのを恐れたイカ娘に友達のフリをしてくれるよう頼まれたが、「フリ」を断り、本当の友達になった。
温厚かつ清らかな性格で、イカ娘に対するときもごく穏当に友達づきあいを楽しんでいる。早苗とも友人になろうとしており、早苗の持っている大量のイカ娘グッズを見てしまったときは、早苗のイカ娘愛に感激していた。
また、間違っていると感じた言動に対しては毅然として直言する気丈さと正義感も持ち合わせている。
学校では女子野球部の部長（漫画ではバドミントン部）。本来のポジションではないが、投手の子が熱を出して出場できないときはピッチャーとファーストを務めた。プライベートでは部員全員揃った時のみ活動する「侵略部」の副部長である。
黒（アニメでは茶色）のロングヘアを後ろで2つに束ねたヘアスタイルで、眼鏡をかけている。
胸が小さい事を悩んでおり、実際に周りに巨乳がいることでコンプレックスに陥ることがある。七夕の短冊にかける願い事に「部活で県大会にみんなといけますように」と書いていたが、短冊の裏に「もっと胸を」と書いているのをイカ娘と栄子に見つかりそうになり必死で塗りつぶしたこともある。
イカ娘の呼び方は「イカちゃん」。
望月知美（もちづき ともみ）
声 - 内山夕実
女子野球部員（プライベートでは侵略部部員）で、清美の後輩。髪型はツインテール。
清美と共に行動することが多く、よく一緒にイカ娘を遊びに誘いに来る。
胸が大きいのを自慢しており、海の家れもんに遊びに来るときは露出度の高い衣装でいる事が多い。
イカ娘の呼び方は「イカ先輩」。
西村由佳（にしむら ゆか）
声 - 杉浦奈保子
女子野球部員（プライベートでは侵略部部員）で、清美の後輩。髪型は外はねのショートヘア。
知美と同様に清美と共に行動することが多く、彼女らと一緒にイカ娘を遊びに誘いに来る。
侵略部発足にあたり活動内容を考えるなど、侵略部の活動をよく主導する。
渡辺綾乃（わたなべ あやの）
声 - 織部ゆかり
女子野球部員で、清美の後輩。原作では名前不明のバドミントン部員として数コマのみの登場だったが、アニメでは名前が与えられ侵略部にも所属となった。

### ライフセーバー
嵐山悟郎（あらしやま ごろう）
声 - 中村悠一
海の安全を守ることに強い使命感と生き甲斐を持つ熱血漢。栄子の幼なじみで、千鶴に対して好意を抱いており、栄子と千鶴からはそれをネタにいいように利用されている。日々、体力作りしている。
隠し撮りした千鶴の写真を多数所持しており、携帯電話の待ち受け画面も千鶴の写真である（結果的にばれたが、千鶴には「悪用だけはしないでね」と放免してもらった）。女性にモテるが千鶴一途のため興味が無い。
性格は単純で、しばしば千鶴をダシに栄子と千鶴に利用されるほか、イカ娘にもやり込められている。しかし仕事に対する責任感・正義感が強く、ライフセーバーが休みの日も欠かさずトレーニングしている。
イカ娘とは「海を守る者」という概念から一度は意気投合したが、イカ娘が悟郎の代わりに溺れた子供を助けた際、勝手にライバル視された。イカ娘によれば「子供を救助したことで悟郎に崇められるはずが、逆に格下に見られて褒められてしまった」のが気に入らないようである。イカ娘からたびたび勝負を挑まれるが、勝負の結果は二の次になることが多くそのたびにイカ娘から反感を買っている。
悟郎自身は「海を見守っている者」としてイカ娘に一目置いており、その後の関係はおおむね良好。千鶴とデートすることになった際には彼女の衣服の好みで悩み、イカ娘に千鶴の好みを聞き出すよう依頼している。
仕事柄日焼けしており、イカ娘が人間を真似て日焼けしようとした際、栄子から「日焼けの完成形は悟郎が良い例」と聞き、イカ娘は“日焼けするとムキムキになって完全体になれる”と勘違いした。
好物は千鶴の作るエビチャーハン。しかしエビの好きなイカ娘にしょっちゅうエビだけつまみ食いされている。
ライフセイバーとしては頼り甲斐のある一面を見せるが、一方でお化けや宇宙人といった人外の類が苦手。
自宅はアパートで、母親と暮らしている。
イカ娘の呼び方は「イカ」。
磯崎辰雄（いそざき たつお）
声 - 宮坂俊蔵
悟郎の同僚で、自称「ナンパ成功率100%、イケメンプレイボーイ」の超ナンパ男。仕事中であろうとなかろうと、周囲の女性を片っ端からナンパしようとする。
自称するナンパ成功率と現実のそれとに大きな違いがあっても気にしていない様子。栄子によるとナンパに失敗している理由は大体「ウザイ」「チャラチャラしてる」「古い」らしい。
悟郎から注意を受けたり千鶴をかけて喧嘩したりすることもあるが、千鶴とのデートについて、快くアドバイスをしてやるなど気の好い面もあり、仕事以外でも良く2人でつるんでいる。
原作ではビーチバレー大会の決勝戦で悟郎と共にイカ娘と栄子のチームを下して（最初は、イカ娘＆栄子チームが勝った。ところが、イカ娘の触手でアタックしたことから「危険すぎるので失格」になってしまい、悟郎と磯崎のチームに優勝の座を譲ってしまった）以来、栄子に敵視されている。
鮎美に少なからず関心を持っているが、アプローチのたびに栄子に制止されてしまっていた。鮎美が千鶴の護身用のメリケンサックを着用しているのを目撃して以降、少し距離を置いている模様。
髪を金色に染めている、アクセサリーを多用するなど、チャラ男の外見で、イカ娘たちとケイドロに参加していたところを警察官に誤解され、交番に連れて行かれたことがある。
ナンパの不成功も正当化している一方、「最強のライフセーバー」と評するほどにイカ娘の人命救助の能力については認めている。
イカ娘の呼び方は「イカの子」。

### 米国地球外生命体対策調査研究所
「れもん」がある浜辺近くの洞窟の中に拠点を構えるアメリカ合衆国の宇宙人研究組織。メンバー全員がM.I.T.を首席で卒業した経歴を持ち、高い知能と技術力を誇るが、宇宙人の研究以外には全く関心がない。しかも、メンバー全員、宇宙人にはまだ一度も遭遇した事がない。彼らは日本支部という形で置かれているが、ほとんど成果を見せないため原作第269話では強制帰還させられかけたことがある。
シンディー・キャンベル
声 - 生天目仁美 (日本語) / 国分絵麻 (英語)
髪をポニーテールにした金髪美人。調査担当。イカ娘を宇宙人として認定し、研究している。
宇宙人に対して憧憬の気持ちを持ち続けており、情報収集や直接的アプローチに熱心である。しかしおもちゃのUFOを目撃しあわてる悟郎を見るまで3バカトリオ以外には宇宙人の存在を信じてくれる人がいなかったとのこと。そのためか友人と言える人物は一人もいない（3バカはあくまで「仲間」という認識で友人ではない）。また、陳腐な合成写真や3バカ製作のおもちゃのUFOと同じく3バカ製作の本当に乗れるサイズのUFOにあっさり騙されている。
行き過ぎた所もあり、宇宙人であることを否定するイカ娘の言葉は全く無視。そればかりか、イカ娘を洗脳して宇宙人に仕立てようとしたが、千鶴が伊勢海老カレーを見せて「宇宙人なら海老は食べないわよね」と言ってイカ娘を洗脳から元に戻した。
目的は違うものの、イカ娘に異常な執着を示す点は早苗と共通であり、時には協力してイカ娘への接近を図る。当然ながら当のイカ娘本人には早苗とともに鬱陶しがられている。
「れもん」の近辺によく姿を見せるが、イカ娘や「れもん」のメンバーに接触する以外に調査活動をしている様子は見られず、本人も「ヒマ」と言っている。原作第183話では「夏休みのバカンスでここにいるのでヒマでも問題ない」とのこと。原作第280話では「イカ娘の調査」という「れもん」に来店する本来の目的を忘れかけている。
自身はアメリカ人であると言っているが、簡単な挨拶も疑問符交じりに言っているところから、母語（第一言語）は英語ではない可能性がある。相沢家に英語を教えに行く際は予習までしていた。教師としてやることには難色を示しており、通訳も責任が重すぎるという理由から嫌がっている。
｢れもん｣の近辺では、白地にパステルグリーンのストライプ柄ビキニに赤いパーカーを羽織った姿でおり履物はビーチサンダルを履いているが、相沢家に英語の家庭教師として訪れた際には露出の少ない普通の服装をしており、栄子には「一応常識はある」と評された。
近視であり、普段はコンタクトレンズを着用している。
「海の家れもん」が人手不足になると応援要員として働く事もある。
日本の原付免許を取得している。
イカ娘の呼び方は「イカ星人」。
3バカ
研究所の研究員。シンディーと同じくイカ娘を実験、かつ研究したがっている男性3人。3人共かなりバカな性格な為、3人まとめて「3バカ」と呼ばれている。
カタコト日本語を話す。3人連れ立って、「海の家れもん」を訪れる。
技術力は恐ろしいほど高度で、現代科学のレベルを超える程である。しかし宇宙人の研究以外には興味がないため、人類に役立つ発明をしても公表しない。栄子はこれを「才能の無駄遣い」と揶揄している。
実際に開発するメカは胡散臭く、本業であるはずの宇宙人の研究とは関係のないメカばかり開発しており、武器に該当するものまで作っている。中には明らかに犯罪になりそうなものまである（無限に金が増殖する貯金箱など）。
またメカ自体も必ず何かが間違っており、彼らが主張する機能とは全く異なる作用をする事ばかりで、必ず「れもん」や相沢家に厄介ごとをもたらす元になる。
“侵略者の威厳が身に付く弾”と称して物体消滅弾を持ちこみ、「海の家れもん」の建物を消滅させたことも。
また、イカ娘がたけるのラジコンカーを壊してしまった際、栄子に頼まれて3バカが修理したが、余計な機能（ジェットエンジンないしロケットエンジン）を取付け、却って問題を拡げる結果となった（おまけのコマでは『バック・トゥ・ザ・フューチャー』のごとく白亜紀にタイムスリップした描写がある）。
アニメでは、M.I.T.を首席で卒業した事をことさら誇りに感じているようで、何か話す際に一々「M.I.T.を首席で卒業した〜」と自慢している。
3バカトリオ自体もそのメカも身内のシンディーにすら信用されていない。渚からも「人類にとっての本当の脅威」とまで言われている。
宇宙人とコンタクトをとったことを既成事実化するためにイカ娘に宇宙人と認めるよう土下座して頼み込んだために、栄子に｢ロマンはあってもプライドはない｣と評されたことがある。これに限らず困ったときには3人揃って土下座して問題の解決を図ることが珍しくない。
「エリート研究員の主張」と称し、常に白衣を着用。海水パンツを着用する時でさえ白衣だけは着ており、イカ娘や栄子から「変態」と呼ばれた。
「3バカ」とはシンディーが揶揄をこめて呼んだ通称だが、間もなく他のキャラの間でも使用されるようになった。また、アニメの次回予告（第1期9話ED）で登場した際には自ら「3バカ」と名乗っている等、自分達がバカな性格である事（またはそう呼ばれている事）を全く気にしていない。
ハリス
声 - 佐々木誠二
「3バカ」の中で一番長身の黒人。実験担当でイカ娘を実験したがる。兄と妹がいる。
肉体的には3バカの中で最も強靭な模様で、千鶴のサンプルは自ら透明化して回収に向かうなどアクティブな行動も見せる。
滑舌が悪いようで、クラークの発明品の効果を確かめるのに実験台になった。
クラーク
声 - 勝杏里
痩せた白髪の白人。「3バカトリオ」の中で唯一暗い顔をしており、「3バカトリオ」の中で背は中くらい。やや虚弱な様子で「自然光はつらい」との事。開発担当でイカ娘を実験したがる。自作のメカを持って単独で「れもん」を訪れることが多い。弟がいる。
3バカの危険な発明品のほとんどが彼によるもので、特に光線銃がお気に入りらしく「増殖光線銃フエール銃」「脳を爆発させーる銃」「パワー満点銃」などを所持している。南風の店長と組んで新型偽イカ娘の制作に技術提供したこともある。
3バカのなかでも特に活躍の場面が多く、一人で物事をすべて解決してしまうため荷物にしかならないと感じた二人によって解散することが宣言されたが、彼と離れた二人は宇宙人がいないために真価を発揮できずクラークの説得もあって元の鞘に収まった。しかし、この二人を何度も実験台にしているために友情には若干暗いものも見られる。
マーティン
声 - 後藤哲夫
太った黄色人種で「3バカトリオ」の中で最も身長が低い。研究担当でイカ娘を研究したがる。六角形の眼鏡を掛けている。一人っ子。
千鶴を宇宙人と疑ってサンプルを回収する際、発明品を使わず千鶴のファンを名乗って髪の毛か血液を直接交渉に出たが、見事に成功してシンディーに呆れられた。
何度もクラークの発明の実験台になっているらしく、侵略者の威厳が身に付く弾の実験台に選ばれた際に不満を漏らす場面がある。また第2期第1話では光線を浴びて引き締まった体型になったが、すぐに効果が切れて元以上にたるんでしまった。
気分が悪くなるとよく吐いてしまう。寝覚めが悪く、クラークの目覚まし光線銃でやっと起きる様子。

### 海の家「南風」
隣町の海水浴場（モデルは藤沢市江ノ島東浜海水浴場）にある海の家。店名は「みなみかぜ」と読む。
舞台ステージがあるなど「れもん」よりも規模が大きく、店長曰く「うちはここ（「れもん」）と違ってメニューが多いのが売り」であると豪語している。また従業員も「れもん」よりも多く、「一人ひとりが店長レベルに達しているので、店長がいなくても店を任せられる」という。営業時間は「れもん」より長く、夜間も開いている。
南風の店長（みなみかぜのてんちょう）
声 - 小山力也
本名不明。「れもん」でのイカ娘人気に便乗してイカ娘の頭を模した被り物を作り、自分の娘に被せて客寄せに使う。
被り物のメカニズムによる手際の良い料理作りを披露したりして、自分の造形師としての腕前を誇示する態度をとる。被り物の実用性を重視しているもののセンスが伴っていないので見た目がひどいことになるパターンが多い。3バカとすれ違った際「クリエイターの魂が共鳴した」とのことでクラークと友人になり、新型の開発に技術提供してもらっている。
周囲との協調を全く意に介さず、突発的、断定的、一方的に物事を仕切ったり指図したりして、しばしば周囲を戸惑わせる。例えば「れもん」一同を思いつきで自宅に招待するが、その事は当然鮎美さえ知らされておらず、また座ったとたんに「何か話せ」と命令したり、栄子たちが帰ろうとすると「誰が帰って良いと言った?」などと言う一方で、時間になったからと「今すぐ帰ってもらおうか!」と何かと自分ルールで無茶振りをする。本人曰く「無駄な事が大嫌い」とのこと。
公式ファンブックでは「娘が無茶ぶりにもかかわらず実家のために働いたのに本物のイカ娘と交換しようとした無情な生き物」扱いされているが、一応娘の鮎美に対してそれなりに思うところはあり、被り物も本人の意向を汲んだものである。また、鮎美が「れもん」で働く事で恥ずかしがりの性格を改善できた事には感謝している。アニメ2期第2話ではコスプレによって客と対等に接することができるようになった鮎美に対し「それでは被り物と変わらない」と一喝している。一方、「れもん」の一同が鮎美のためによかれと思ってやった行動が裏目に出ていることもあり、それに対する誤解も相まって娘との距離が徐々に遠のき始めている。
「南風」の経営の他に、祭の際に夜店の出店も行っている。原作では偽イカ娘のお面を売っているが、全く売れていない。早苗からも「イカ娘ファンとしてこれは買うべきか怒るべきか」と迷われるほど。アニメでは金魚すくいの出店をやっており、イカ娘を挑発して金魚すくいをさせている一方、偽イカ娘にたこ焼きの屋台もやらせている。
性格面や造形のセンスなどで難のある部分は多いが、料理人としての能力は非常に高く、客の顔を見ただけで欲しい料理を把握しかつ期待以上の出来で出すことが可能。千鶴も彼の家に招待された際にはその味付けを参考にしようとしていたほどである。
犬が苦手（本人曰く「怖くない犬などいない！」「犬にかまれて喜ぶ奴がどこにいる？」）。野良犬相手に偽イカ娘4号で立ち向かったときも自分は高い木に上っている。
常田鮎美（ときた あゆみ）
声 - 川澄綾子
店長の娘で「南風」で店員として働いている。
赤いビキニ姿でイカ娘型の被り物をかぶり、「偽イカ娘」として子供たちの人気を集める。
非常に美人でスタイルが良く、栄子は「素顔の方が良い」と言っている。その美貌はとあるドラマでエキストラ出演した際に出演女優に認められたほど。
名前を呼ばれただけで赤面してしまうほどの内気な性格。素顔では口数が極端に少なく、相手の目を見て話すのが苦手なため、被り物をしないと落ち着けずまともに話せない位だった。「海の家れもん」で働く事によって徐々に声が出せるようになり、表情も良くなった。原作第255話ではその性格の原因が本人の劣等感にあると気づいた栄子により、アイドルとして仕立て上げられ、周囲の男性客を人間以外のものだと思い込むことで克服した。しかしいまだ「れもん」の外では人が苦手。
当初は内気な性格の改善のために時々「海の家れもん」で働き、その時はイカ娘が代わりに「南風」で働くという約束を父親と相沢姉妹の間で交わしていたが、連載が進むにつれ彼女が働いているときでもイカ娘が「海の家れもん」にいるときが多くなった。
人間ではないもの（犬のアレックスなど）とは「優劣を気にしなくていい」という理由で普通に接することが可能で、本人いわくアレックスとも会話可能。人型でも「人間でない」と認識している人物には緊張せず接することができ、イカ娘と二人きりになった時にはやたら饒舌になったほか、人間離れした能力を披露した千鶴や早苗に対しても同様に接することができるようになっている。イカ娘と違い、お化け屋敷なども平気。
髪はブラウンのセミロング。2本のアホ毛を生やし、前髪をシャギーにし、サイドとバックはボリュームの多い髪を、先端部のみフロントで2箇所、バックで5箇所、それぞれ短い縦ロールでまとめた独特のヘアスタイルをしている。
イカ娘の呼び方は「イカさん」。
被り物をしている時、普段の恥じらい様とは対照的に、普通に声を発する。アニメではさらにおどけた仕草をしたり、爪楊枝でビーチバレーの対戦相手を攻撃したりと態度が大胆になる。
アニメの描写では、被り物の種類で声の調子が変わる。
偽イカ娘（子供に人気のあるバージョン）
偽イカ娘第1作でプロトタイプ。顔がギャグアニメのキャラクター調で、触手が動くほか、鼻を押すと口からイカ墨状の液体が出る。機能を詰め込んだため異様に大きい（他の偽イカ娘も同様）。頭との固定が甘いらしく、走った時に被り物が回転して視界ゼロとなり、転んで外れた。そのため顔が裏返しの姿や、触手をうごめかしながら生首状態で砂浜に転がる頭が子供たちにトラウマを生み付けてしまった。アンパンマン調のコミカルな声色になる。
偽イカ娘（リアルバージョン）
偽イカ娘第2作で改良版。「仕事が出来る事」をテーマに作られた。造型は中国のかぶり面そのもの。瞳は左右に動き、色も赤と青に変化可能。主に厨房での活動を念頭に置き、触手から包丁、眼からオイル、鼻から青海苔、口からはソースを出せるほか、バーベキュー用に火を吹く事もできる。しかし口から火を吹いた際に消すことが出来ず、眼から出ていたオイルに燃え移って壊れてしまった。
偽イカ娘3号・4号・5号
3バカトリオの一人、クラークが技術協力して作られた偽イカ娘。このタイプのみ鮎美が被るのではなく、頭部に直接触手が接続された形態で自律して動く。眼と頬がまるくて大きく、某機関車のキャラクターにそっくり。また顔の色も肌色ではなく、緑がかった色になっている。いずれも同型で顔もほぼ同じだが、4号だけ左目の下に泣きぼくろがある。
TVのリモコンで操作することもできる（専用のリモコンは「たくさんあったらどれか絶対なくす」という理由で作られていない）。護身用に自爆装置が搭載されており、TVのリモコンの電源ボタンがそのキーになっている。3号はイカ娘のリモコン操作により自爆してしまい、4号は野良犬撃退のために爆破された。

### その他
アレックス
声 - 伊藤かな恵
早苗の飼い犬。白みがかった毛色の日本犬らしいが、具体的な犬種は不明。
早苗には家族の一員として可愛がられているが、早苗がイカ娘に恋しているため嫉妬しておりイカ娘に対しては攻撃的な態度をとる。相沢家では栄子に特にかわいがられている。強がりだが実は臆病。結構利口で、空気を読み早苗の希望に沿った行動をとることもある。
りさ
声 - 須藤菜々子
イカ娘が近所の公園でときどき会う幼女。イカ娘に求められて三輪車を貸したり、自ら誘ってままごとをするなど遊び相手の一人になっている。おませで昼ドラが大好き。
イカ娘親衛隊
たけるの遊び仲間。イカ娘を慕っており遊びに参加すると喜ぶ。空気を読めており、イカ娘が遊びについていけず落ち込んだ時も、その都度フォローしている。
黒石翔太（くろいし しょうた）
声 - 西墻由香
たけるの友人グループのリーダー役である駐車禁止マークのTシャツを着た少年。イカ娘に対し細やかな気配りをする。
松本ユウタ（まつもと ユウタ）
声 - 三瓶由布子
たけるの友人の一人。イカ娘に対して好戦的な態度を取っている。ピンポンダッシュを教えた張本人。
ユウタの父親
声 - 楠大典
プロの造型師。息子たちに良い所を見せようとして、イカ娘の作った砂の城に対抗して砂で安土城（原作では名古屋城）を作るが、イカ娘の「動く城」（触手を仕込んで操作した）を見て自信を失くす。
田辺 梢（たなべ こずえ）
声 - 神田朱未
海浜でイカ娘や栄子に話しかけてきた謎の女性。侵略が進展せず落ち込むイカ娘を優しく諭し、その場を立ち去った。タコの頭のような奇妙な帽子をかぶっている。その後は本編での出番がなかったが、単行本第22巻（最終巻）に収録された書きおろし「侵略イカ娘!and田辺梢」で久しぶりに再登場した。
真理
声 - 斉藤佑圭
由比ヶ浜で司会を務める金髪碧眼、ツインテールのお姉さん。衣装はブーツやリボンを含めてピンク系で統一している。
「ヒーローショーじゃなイカ?」では、観客である子供達がイカ娘につられて、ヒーローでなく、悪役のイカ魔人を応援するというアクシデントを懸命にアドリブで取り繕っていたが、イカ娘の暴走と能面ライダー般若の登場によりショーの段取りが完全に崩壊したため、フォローを放棄。煙草をふかしながら（アニメでは炭酸飲料を飲みながら）「もう、どーでもいいわ」とやさぐれていた。
アニメ（第1期12話Aパート「戦わないイカ?」）では「第18回由比ヶ浜ビーチバレー大会」において司会のほか、試合の解説や進行も務めている。また、第2期（第9話Bパート「予定じゃなイカ!?」・第10話Cパート「寒くなイカ!?」）では、報道番組などで現場からのリポーターを務めていた。また「くらかま幼稚園」の先生でもある。
元ヤンで白椙看護師の高校時代からの友人。
校長
声 - 西村知道
栄子や早苗が通う倉鎌高校の校長。眼鏡と丸頭（アニメではバーコード頭）の中年男性。突然校長室に現れたイカ娘に驚き、海老アレルギーで甲殻類が食べられないことを話すと「お主は何を楽しみに生きているのだ」と、イカ娘に無理やり海老を食べさせられそうになった。ビーチバレー大会で審判も務めている。
斉藤 愛子（さいとう あいこ）
声 - 牛田裕子
渚の姉。たけるの担任の教師。たけるを含め受け持ちのクラスの子どもたちを溺愛しており、子どもたちに人気のあるイカ娘に「泥棒猫」と激しい嫉妬と敵愾心を抱いている。イカ娘からは侵略者らしく敵が出来た、として大いに喜ばれている。東大卒。虫が大の苦手。
初登場時（2巻）と再登場時（10巻）でデザインが変更されている。
イカ娘の呼び方は「イカ女」。
田中（たなか）
声 - 小松未可子
アニメ版のみ登場。女子野球の強豪校・大相模中学の選手で、全国屈指の強打者（打順は6番）。サイドスローのエースピッチャーでもあり、背番号は「1」。右投左打。清美率いるチームと練習試合をしたときには、自分だけ木製バットを使用している。釣り目の精悍な顔立ち。助っ人で試合に参加したイカ娘の技量に惚れ込み、自チームへ勧誘している。
悟郎の母
声 - 愛河里花子
気さくだが、口さがなく無遠慮な人柄。他人に余計なことを言わないかと悟郎をハラハラさせている。ダイエットに関しては一応ファイターエクササイズをしているが、大食いのため非常に恰幅がよい。
イカ娘のことを大変気に入っている。
白椙 留夏（しろすぎ るか）
声 - 牛田裕子
「れもん」と同じ海水浴場にある救護所に勤める看護師。美人で治療の腕前は良いがどちらかというと強面で高圧的。
「救護所の存在が海で遊ぶ者たちの油断につながっている」と考えているため患者に対する態度も厳しくなりがちで、海水浴客から敬遠され気味である。
元ヤンで、上述のとおり後に司会者となった女性とつるんでいた。当時より古川から素行を注意されており、現在も苦手としている。
古川 蛍子（ふるかわ けいこ）
声 - 福圓美里（OAD第3弾）
婦人警官。「れもん」近辺をよくパトロールしている。うかつな行動が多い。
左目にほくろがあり、スタイルも抜群で、水着になると男性客から注目を浴びていた。
「れもん」に不審人物がいるとの通報を受けて訪れて以降しばしば顔を出して張り込みし、墨を吐くイカ娘やスイカをゼリーにする3バカに嫌疑をかけるもいまだに誰が不審人物か特定できないでいる。
職務熱心で現行犯の刑事犯にも恐れず立ち向かうが、うっかりミス（間違えて自分の手に手錠をかけたり、水着姿になって警察手帳を忘れる等々）もしばしば。その都度イカ娘に助けられたためイカ娘を侵略者ではなく善良な協力者と見なしており、警察手帳を奪われても「冗談」と言われればすぐに納得してしまうほど信用している。なお3バカについてはスイカをゼリーに変えた件で追いかけまわしていたが、その後栄子に指摘されてもその話を完全に忘れ去っている。
高校時代は生徒会長を務めるまじめな生徒だった。当時同じ学校のヤンキーだった白椙にも素行不良をたびたび注意していた上、自身のドジから偶然白椙に頭突きをかましたという因縁浅からぬ間柄で、いまだに白椙から疎まれている。また海岸をパトロール中に熱中症になってしまい、イカ娘に連れられて救護所に行くも白椙に受け入れ拒否されかける）。
白椙をライバル視していたため、ヤンキーをやめて正業に就いている白椙には喜びと共に落胆もしている。
イカ娘の呼び方は「イカ娘さん」。

## 単行本
| 巻数                                                             | 初版発行日（奥付）                                               | 発売日                                                           | ISBN                                                                                 | 収録話                                                           |
| 安部真弘 『侵略！イカ娘』 秋田書店〈少年チャンピオンコミックス〉 | 安部真弘 『侵略！イカ娘』 秋田書店〈少年チャンピオンコミックス〉 | 安部真弘 『侵略！イカ娘』 秋田書店〈少年チャンピオンコミックス〉 | 安部真弘 『侵略！イカ娘』 秋田書店〈少年チャンピオンコミックス〉                     | 安部真弘 『侵略！イカ娘』 秋田書店〈少年チャンピオンコミックス〉 |
| ---------------------------------------------------------------- | ---------------------------------------------------------------- | ---------------------------------------------------------------- | ------------------------------------------------------------------------------------ | ---------------------------------------------------------------- |
| 第1巻                                                            | 2008年4月5日                                                     | 2008年3月7日                                                     | ISBN 978-4253214018                                                                  | プロローグ、第1 - 19話                                           |
| 第2巻                                                            | 2008年8月20日                                                    | 2008年8月8日                                                     | ISBN 978-4253214025                                                                  | 第20 - 38話、「ひと口サイズ！イカ娘」                            |
| 第3巻                                                            | 2009年1月20日                                                    | 2009年1月8日                                                     | ISBN 978-4253214032                                                                  | 第39 - 57話、「侵略！イカ娘 in Winter」                          |
| 第4巻                                                            | 2009年5月20日                                                    | 2009年5月8日                                                     | ISBN 978-4253214049                                                                  | 「侵略！イカ娘 in 5月」、第58 - 76話                             |
| 第5巻                                                            | 2009年10月20日                                                   | 2009年10月8日                                                    | ISBN 978-4253214056                                                                  | 「侵略！イカ娘 in 10月」、第77 - 95話                            |
| 第6巻                                                            | 2010年4月20日                                                    | 2010年4月8日                                                     | ISBN 978-4253214063                                                                  | 「侵略！イカ娘 in Spring」、第96 - 114話                         |
| 第7巻                                                            | 2010年10月20日                                                   | 2010年10月8日                                                    | ISBN 978-4253214070                                                                  | 「侵略！イカ娘」@ハロウィン、第115 - 133話                       |
| 第8巻                                                            | 2010年12月20日                                                   | 2010年12月8日                                                    | ISBN 978-4253214087                                                                  | 「侵略！イカ娘」in Xmas、第134 - 152話                           |
| 第9巻                                                            | 2011年4月20日                                                    | 2011年4月8日                                                     | ISBN 978-4253214094                                                                  | 「侵略！イカ娘」in 4月、第153 - 171話                            |
| 第10巻                                                           | 2011年10月20日                                                   | 2011年10月7日                                                    | ISBN 978-4253214100                                                                  | 第172 - 190話                                                    |
| 第11巻                                                           | 2012年1月20日                                                    | 2012年1月6日                                                     | ISBN 978-4253214124                                                                  | 「侵略！イカ娘」in お正月、第191 - 209話                         |
| 第12巻                                                           | 2012年8月20日                                                    | 2012年8月8日                                                     | ISBN 978-4253181792（オリジナルアニメDVD付限定版） ISBN 978-4253214131（通常版）     | 「侵略！イカ娘」in Summer、第210 - 228話                         |
| 第13巻                                                           | 2013年1月20日                                                    | 2013年1月8日                                                     | ISBN 978-4253935685                                                                  | 「侵略！イカ娘」@スキー場、第229 - 247話                         |
| 第14巻                                                           | 2013年6月20日                                                    | 2013年6月7日                                                     | ISBN 978-4253181815（オリジナルアニメDVD付限定版） ISBN 978-4253214155（通常版）     | 「侵略！イカ娘」in 6月、第248 - 266話                            |
| 第15巻                                                           | 2013年10月20日                                                   | 2013年10月8日                                                    | ISBN 978-4253214162                                                                  | 「侵略！イカ娘」in 運動会、第267 - 285話                         |
| 第16巻                                                           | 2014年3月20日                                                    | 2014年3月8日                                                     | ISBN 978-4253214179                                                                  | 「侵略！イカ娘」in March、第286 - 304話                          |
| 第17巻                                                           | 2014年9月20日                                                    | 2014年9月8日                                                     | ISBN 978-4253181853（オリジナルアニメBlu-ray付限定版） ISBN 978-4253214186（通常版） | 「侵略！イカ娘」@お月見、第305 - 323話                           |
| 第18巻                                                           | 2014年11月15日                                                   | 2014年11月7日                                                    | ISBN 978-4253214193                                                                  | 「侵略！イカ娘」in 11月、第324 - 342話                           |
| 第19巻                                                           | 2015年3月15日                                                    | 2015年3月6日                                                     | ISBN 978-4253214209                                                                  | 「侵略！イカ娘」in ホワイトデー、第343 - 第361話                 |
| 第20巻                                                           | 2015年8月15日                                                    | 2015年8月7日                                                     | ISBN 978-4253225700                                                                  |                                                                  |
| 第21巻                                                           | 2016年1月19日                                                    | 2016年1月8日                                                     | ISBN 978-4253-225717                                                                 |                                                                  |
| 第22巻                                                           | 2016年5月15日                                                    | 2016年5月6日                                                     | ISBN 978-4253-225724                                                                 |                                                                  |

- 8巻・10巻と12巻DVD付限定版にはアニメイト限定版が存在する。単行本本体や価格は通常販売のものと同じだが、イラストの異なるカバー[注 9]がもう1枚上からかけられている。
- アニメイトやコミックとらのあなをはじめとする一部アニメショップでは初回特典として、作者描き下ろしのメッセージペーパー等が同梱される場合もある。

## テレビアニメ
2010年10月よりテレビ東京ほかにて全12話を放送。テレビ東京での放送枠（月曜26時枠）が深夜アニメになるのは2年ぶりとなる。Webラジオ『金元寿子×イカ娘 イカすラジオ』第3回内にてアニメが1クールの放送であることが発言された。時折挿入されるナレーションは加瀬康之が担当している。
またテレビ放送から1週間遅れで、 ニコニコ動画内に設けられている「テレビ東京あにてれちゃんねる」にてネット配信が行われている。第1話は無料、第2話以降は配信から1週間のみ無料で、1週間を過ぎると有料での視聴となる。
2010年3月下旬にアニメイトが単行本第6巻の特典ペーパーの画像を掲載した際、ペーパーに書かれていた「アニメ化する」という趣旨の作者のコメントを消し忘れたため公式の発表よりも前にアニメ化が判明。本来は4月8日発売の『週刊少年チャンピオン』誌上及び、同日発売の第6巻で公開する予定だった。
アニメは1話3パート制を採用したが、原作が1話あたり8ページと短いため類似・関連する2話を1パートにまとめて構成した例が多かった。
第1期での原作の採用は第128話までであるため、前述の通り偽イカ娘の本名（第138話で判明）などその後の設定が反映されていない。
2011年2月24日発売の『週刊少年チャンピオン』にてテレビアニメ第2期の制作が発表された。『侵略!?イカ娘』のタイトルで、2011年9月から12月まで全12話が放送された。制作会社は第1期に続きディオメディアである。
この他、原作単行本DVD（Blu-ray）付限定版にOAD『侵略!!イカ娘』が収録された。第1弾『2012 SUMMER』は2012年8月8日発売のコミックス第12巻に収録。第2弾『2013 SUMMER』は2013年6月7日発売第14巻に収録。第3弾『2014 SUMMER』は2014年9月8日発売の第17巻に収録。第1弾・第2弾はDVDでの収録だが、第3弾はBlu-rayでの収録となっている。
第2期が放送終了してから約8年経過した2020年1月27日から2月27日まで第1期が、同年2月27日から3月27日まで第2期が、テレビ東京が運営するYouTubeチャンネル「テレビ東京公式 あにてれちゃんねる」にて公開されていた。

### スタッフ
|                                   | 第1期                                            | 第2期                                            | OAD                                                                        |
| --------------------------------- | ------------------------------------------------ | ------------------------------------------------ | -------------------------------------------------------------------------- |
| 原作                              | 安部真弘（秋田書店「週刊少年チャンピオン」連載） | 安部真弘（秋田書店「週刊少年チャンピオン」連載） | 安部真弘（秋田書店「週刊少年チャンピオン」連載）                           |
| 総監督                            | N/A                                              | 水島努                                           | 水島努                                                                     |
| 監督                              | 水島努                                           | 山本靖貴                                         | 山本靖貴                                                                   |
| シリーズ構成                      | 横手美智子                                       | 横手美智子                                       | 横手美智子                                                                 |
| キャラクターデザイン ・総作画監督 | 石川雅一                                         | 石川雅一                                         | 石川雅一                                                                   |
| プロップデザイン                  | 井出直美                                         | 井出直美                                         | 井出直美                                                                   |
| 美術監督                          | 舘藤健一                                         | 舘藤健一                                         | 舘藤健一                                                                   |
| カラーコーディネイト              | 坂本いづみ                                       | 坂本いづみ                                       | 坂本いづみ                                                                 |
| 撮影監督                          | 濱雄紀                                           | 濱雄紀                                           | 濱雄紀                                                                     |
| 撮影監督                          | N/A                                              | N/A                                              | 伊藤康行（2・3）                                                           |
| 編集                              | 西山茂                                           | 西山茂                                           | 西山茂                                                                     |
| 編集                              | N/A                                              | N/A                                              | 岡祐司（2・3）                                                             |
| 音響監督                          | 若林和弘                                         | 若林和弘                                         | 若林和弘                                                                   |
| 音響監督                          | N/A                                              | 原口昇                                           | N/A                                                                        |
| 音楽                              | 菊谷知樹                                         | 菊谷知樹                                         | 菊谷知樹                                                                   |
| 音楽プロデューサー                | 伊藤善之                                         | 伊藤善之                                         | 伊藤善之                                                                   |
| 音楽制作                          | ランティス                                       | ランティス                                       | ランティス                                                                 |
| プロデューサー                    | 石黒達也、小池克実、蔵本健太郎                   | 石黒達也、小池克実、蔵本健太郎                   | 石黒達也、小池克実、蔵本健太郎                                             |
| プロデューサー                    | N/A                                              | 田中利明                                         | N/A                                                                        |
| 制作プロデューサー                | 漆山淳                                           | 漆山淳                                           | 漆山淳                                                                     |
| アニメーション制作                | diomedéa                                         | diomedéa                                         | diomedéa                                                                   |
| 製作                              | 海の家れもん                                     | 海の家れもん2号店                                | 海の家れもん2.5号店（1） 海の家れもん2.6号店（2） 海の家れもん2.7号店（3） |

### 主題歌
第1期
オープニングテーマ「侵略ノススメ☆」
作詞 - 月宮うさぎ / 作曲・編曲 - 小池雅也 / 歌 - ULTRA-PRISM with イカ娘（金元寿子）
OPアニメは途中から一部が修正されている（後述）。
第1期では第10話にてインストゥルメンタル版が、第2期では第2話にて歌唱版が、第7話にてインストゥルメンタルとの併用版が挿入歌として使用されている。
OAD第3弾ではアウトロ部分が使用されている。
エンディングテーマ「メタメリズム」
作詞・作曲 - アツミサオリ / 編曲 - marble / ストリングスアレンジ - 菊谷知樹 / 歌 - 伊藤かな恵
EDアニメは本編の内容にちなんだアレンジがされており、12話全て異なっている。
挿入歌「能面ライダーのテーマ」（第6話）
作詞 - 水島努 / 作曲・編曲 - 菊谷知樹 / 歌 - 樫原伸彦

第2期
オープニングテーマ「HIGH POWERED」
作詞 - 畑亜貴 / 作曲・編曲 - 山元祐介 / 歌 - スフィア
OPアニメは第6話 - 第8話と第10話で一部のカットがそれぞれ異なるアレンジをされたものに変更されている。
エンディングテーマ「君を知ること」
作詞・作曲 - アツミサオリ / 編曲 - 菊谷知樹 / 歌 - イカ娘（金元寿子）
第1期同様、EDアニメは本編の内容にちなんだアレンジがされており、12話全て異なっている。
挿入歌
「レディオ体操の歌」（第3話）
作詞 - 水島努 / 作曲 - 菊谷知樹 / 歌 - Hikaru, Sen, Melo-J (Lumiere)
OAD第2弾にてインストゥルメンタル版が使用されている。
「レディオ体操第1」（第3話）
作詞 - 水島努 / 作曲 - 菊谷知樹 / 歌 - 櫻庭裕士
インストゥルメンタル版と併用して使用されている。
「レディオ体操第2」（第3話）
作詞 - 水島努 / 作曲 - 菊谷知樹 / 歌 - 櫻庭裕士

OAD
オープニングテーマ「Let's☆侵略タイム!」
作詞 - 月宮うさぎ / 作曲・編曲 - 小池雅也 / 歌 - ULTRA-PRISM
エンディングテーマ
「パズル」（OAD1-2）
作詞・作曲 - アツミサオリ / 編曲 - 菊谷知樹 / 歌 - 伊藤かな恵
「マイザーズドリーム」（OAD3）
作詞・作曲 - アツミサオリ / 編曲 - 菊谷知樹 / 歌 - 伊藤かな恵

### 各話リスト
海の中から出てくるサブタイトルは3DCGで描かれ、背景は昼間の晴天が基本だが、エピソードに合わせて雨天バージョンや夜間バージョンも時々使われる。ただし最終エピソード「もっとピンチじゃなイカ?」ではこの手法は使われなかった。
第2期ではサブタイトルが海に落ちる演出がなされており、最後の部分が「なイカ!?」という形式になっている。ただし最終エピソード「やっぱり祭りじゃなイカ!?」ではサブタイトルの表記自体がなされなかった。
| 話数      | サブタイトル                 | 脚本       | 絵コンテ       | 演出           | 作画監督                   |
| 第1期     | 第1期                        | 第1期      | 第1期          | 第1期          | 第1期                      |
| --------- | ---------------------------- | ---------- | -------------- | -------------- | -------------------------- |
| 第1話     | 侵略しなイカ？               | 横手美智子 | 水島努         | 水島努         | 石川雅一                   |
| 第1話     | 同胞じゃなイカ？             | 横手美智子 | 水島努         | 水島努         | 石川雅一                   |
| 第1話     | 最強じゃなイカ？             | 横手美智子 | 水島努         | 水島努         | 石川雅一                   |
| 第2話     | 仲間じゃなイカ？             | 横手美智子 | 山本靖貴       | 山本靖貴       | 高原修司                   |
| 第2話     | 祝わなイカ？                 | 横手美智子 | 山本靖貴       | 山本靖貴       | 星野浩一                   |
| 第2話     | 遊ばなイカ？                 | 横手美智子 | 山本靖貴       | 山本靖貴       | 高原修司                   |
| 第3話     | 怖くなイカ？                 | 水島努     | 大脊戸聡       | 大脊戸聡       | 本多美乃                   |
| 第3話     | 天敵じゃなイカ？             | 國澤真理子 | 大脊戸聡       | 大脊戸聡       | 本多美乃                   |
| 第3話     | 新入りじゃなイカ？           | 水島努     | 大脊戸聡       | 大脊戸聡       | 本多美乃                   |
| 第4話     | 買わなイカ？                 | 横手美智子 | 筑紫大介       | 筑紫大介       | 橋本和紀                   |
| 第4話     | 乗りこまなイカ？             | 横手美智子 | 筑紫大介       | 筑紫大介       | 西村理恵                   |
| 第4話     | ニセモノじゃなイカ？         | 横手美智子 | 筑紫大介       | 筑紫大介       | 橋本和紀                   |
| 第5話     | 宇宙人じゃなイカ？           | 横手美智子 | 津田尚克       | 津田尚克       | 小菅和久                   |
| 第5話     | 学校に行かなイカ？           | 横手美智子 | 畑博之         | 畑博之         | るたろー                   |
| 第5話     | 飼わなイカ？                 | 横手美智子 | 水島努         | 水島努         | 井出直美                   |
| 第6話     | ヒーローショーじゃなイカ？   | 水島努     | 東出太         | 東出太         | 東出太                     |
| 第6話     | 勉強しなイカ？               | 國澤真理子 | きみやしげる   | きみやしげる   | 西村理恵                   |
| 第6話     | 恋じゃなイカ？               | 國澤真理子 | きみやしげる   | きみやしげる   | 高原修司                   |
| 第7話     | 狙われなイカ？               | 國澤真理子 | ヤマトナオミチ | ヤマトナオミチ | 阿部智之                   |
| 第7話     | 研究しなイカ？               | 國澤真理子 | ヤマトナオミチ | ヤマトナオミチ | 阿部智之                   |
| 第7話     | 働かなイカ？                 | 國澤真理子 | ヤマトナオミチ | ヤマトナオミチ | 阿部智之                   |
| 第8話     | 病気じゃなイカ？             | 横手美智子 | 山本里織       | 山本靖貴       | 本多美乃                   |
| 第8話     | 新能力じゃなイカ？           | 横手美智子 | 山本靖貴       | 山本靖貴       | 高原修司                   |
| 第8話     | ささなイカ？                 | 横手美智子 | 山本靖貴       | 山本靖貴       | 本多美乃                   |
| 第9話     | ピンポンダッシュしなイカ？   | 國澤真理子 | 大脊戸聡       | 大脊戸聡       | 松本麻友子 小菅和久        |
| 第9話     | メイクしなイカ？             | 國澤真理子 | 大脊戸聡       | 大脊戸聡       | 西村理恵                   |
| 第9話     | 秘密兵器じゃなイカ？         | 國澤真理子 | 大脊戸聡       | 大脊戸聡       | 小菅和久                   |
| 第10話    | てるてる坊主じゃなイカ？     | 横手美智子 | 津田尚克       | 津田尚克       | 阿蒜晃士                   |
| 第10話    | 好かれなイカ？               | 横手美智子 | 水島努         | 津田尚克       | 星野浩一                   |
| 第10話    | 野球しなイカ？               | 満仲勧     | 満仲勧         | 満仲勧         | 佐藤寿子                   |
| 第11話    | 人形じゃなイカ？             | 横手美智子 | 浅野勝也       | 平牧大輔       | 平牧大輔                   |
| 第11話    | 疑惑じゃなイカ？             | 國澤真理子 | 櫻井親良       | 櫻井親良       | 櫻井親良                   |
| 第11話    | 登山しなイカ？               | 國澤真理子 | 浅野勝也       | 浅野勝也       | 浅野勝也                   |
| 第12話    | 戦わなイカ？                 | 國澤真理子 | 水島努         | 水島努         | 本多美乃                   |
| 第12話    | ピンチじゃなイカ？           | 横手美智子 | 水島努         | 水島努         | 松本麻友子                 |
| 第12話    | もっとピンチじゃなイカ？     | 横手美智子 | 水島努         | 水島努         | 石川雅一                   |
| 第2期     |                              |            |                |                |                            |
| 第1話     | 侵略しなイカ!?               | 横手美智子 | 山本靖貴       | 山本靖貴       | 石川雅一                   |
| 第1話     | 恋敵じゃなイカ!?             | 横手美智子 | 山本靖貴       | 山本靖貴       | 松本麻友子                 |
| 第1話     | クラゲじゃなイカ!?           | 横手美智子 | 山本靖貴       | 山本靖貴       | 井出直美                   |
| 第2話     | 小学校に行かなイカ!?         | 満仲勧     | 満仲勧         | 満仲勧         | 菅井翔 古宇田英之 服部憲知 |
| 第2話     | コスプレじゃなイカ!?         | 國澤真理子 | 牧野吉高       | 牧野吉高       | 半澤淳 関口雅浩            |
| 第2話     | 軽くなイカ!?                 | 國澤真理子 | 牧野吉高       | 牧野吉高       | 奥野浩行 半澤淳            |
| 第3話     | 散歩しなイカ!?               | 山本靖貴   | 山本里織       | 藤原佳幸       | 大田謙治                   |
| 第3話     | 体操しなイカ!?               | 水島努     | 山本里織       | 藤原佳幸       | 大田謙治                   |
| 第3話     | 助けなイカ!?                 | 國澤真理子 | きみやしげる   | 藤原佳幸       | 大田謙治                   |
| 第4話     | Englishじゃなイカ!?          | 國澤真理子 | 津田尚克       | 津田尚克       | 石川雅一 小菅和久          |
| 第4話     | 止めなイカ!?                 | 横手美智子 | 津田尚克       | 津田尚克       | 浅野勝也                   |
| 第4話     | 流れなイカ!?                 | 横手美智子 | きみやしげる   | きみやしげる   | 本多美乃                   |
| 第5話     | ラジコンじゃなイカ!?         | 國澤真理子 | 大脊戸聡       | 大脊戸聡       | 田畑壽之                   |
| 第5話     | 七夕じゃなイカ!?             | 横手美智子 | 大脊戸聡       | 大脊戸聡       | るたろー                   |
| 第5話     | ひとり遊びしなイカ!?         | 山本靖貴   | 大脊戸聡       | 大脊戸聡       | 井出直美 本多美乃          |
| 第6話     | ジョギングしなイカ!?         | 國澤真理子 | 畑博之         | 畑博之         | 小野田将人                 |
| 第6話     | SPじゃなイカ!?               | 國澤真理子 | 畑博之         | 畑博之         | 浅野勝也                   |
| 第6話     | 冒険しなイカ!?               | 横手美智子 | 山本靖貴       | 山本靖貴       | 松本麻友子                 |
| 第7話     | もてなさなイカ!?             | 横手美智子 | 宮崎なぎさ     | 北條史也       | 内田孝                     |
| 第7話     | 記憶喪失じゃなイカ!?         | 横手美智子 | 宮崎なぎさ     | 北條史也       | 北野幸広                   |
| 第7話     | 入部しなイカ!?               | 横手美智子 | 宮崎なぎさ     | 北條史也       | 竹上貴雄                   |
| 第8話     | 留守番しなイカ!?             | 國澤真理子 | 牧野吉高       | 牧野吉高       | 藤田正幸                   |
| 第8話     | 断たなイカ!?                 | 國澤真理子 | 牧野吉高       | 牧野吉高       | 飯野誠 佐々木貴宏          |
| 第8話     | 熱中症じゃなイカ!?           | 國澤真理子 | 牧野吉高       | 牧野吉高       | 古川英樹                   |
| 第9話     | おままごとしなイカ!?         | 國澤真理子 | 櫻井親良       | 櫻井親良       | 鈴木大                     |
| 第9話     | 予定じゃなイカ!?             | 國澤真理子 | 櫻井親良       | 櫻井親良       | 岸友洋                     |
| 第9話     | 遊園地に行かなイカ!?         | 横手美智子 | きみやしげる   | 平牧大輔       | 井出直美                   |
| 第10話    | 焼かなイカ!?                 | 横手美智子 | 畑博之         | 畑博之         | 横田拓己                   |
| 第10話    | 護らなイカ!?                 | 横手美智子 | 畑博之         | 平牧大輔       | 津島桂                     |
| 第10話    | 寒くなイカ!?                 | 山本靖貴   | 畑博之         | 畑博之         | 石川真理子                 |
| 第11話    | 催眠術じゃなイカ!?           | 満仲勧     | 満仲勧         | 満仲勧         | 松本麻友子                 |
| 第11話    | 組まなイカ!?                 | 満仲勧     | 満仲勧         | 満仲勧         | 浅野勝也                   |
| 第11話    | ふたりきりじゃなイカ!?       | 國澤真理子 | 藤原佳幸       | 藤原佳幸       | 井出直美                   |
| 第12話    | 訓練しなイカ!?               | 横手美智子 | 山本靖貴       | 山本靖貴       | 松本麻友子                 |
| 第12話    | 祭りじゃなイカ!?             | 横手美智子 | 山本靖貴       | 山本靖貴       | 井出直美                   |
| 第12話    | やっぱり祭りじゃなイカ!?     | 横手美智子 | 山本靖貴       | 山本靖貴       | 石川雅一 小菅和久 本多美乃 |
| OAD       |                              |            |                |                |                            |
| OAD 第1弾 | 壊さなイカ？                 | 横手美智子 | 山本靖貴       | 山本靖貴       | 井出直美                   |
| OAD 第1弾 | 普通じゃなイカ？             | 横手美智子 | 水島努         | 水島努         | 本多美乃                   |
| OAD 第1弾 | 隠れなイカ？                 | 横手美智子 | 池端隆史       | 池端隆史       | 松本麻友子                 |
| OAD 第2弾 | ビニールプールじゃなイカ？   | 横手美智子 | 水島努         | 水島努         | 野田康行                   |
| OAD 第2弾 | 母ちゃんじゃなイカ？         | 横手美智子 | 山本靖貴       | 山本靖貴       | 野田康行                   |
| OAD 第2弾 | メッセージボトルじゃなイカ？ | 横手美智子 | 草川啓造       | 草川啓造       | 野田康行                   |
| OAD 第3弾 | 助っ人じゃなイカ？           | 横手美智子 | 三沢伸         | 三沢伸         | 野田康行                   |
| OAD 第3弾 | バレなイカ？                 | 横手美智子 | 森脇真琴       | 森脇真琴       | 野田康行                   |
| OAD 第3弾 | 警察官じゃなイカ？           | 横手美智子 | 稲垣隆行       | 稲垣隆行       | 野田康行                   |

### 放送局
| 放送期間                  | 放送時間                     | 放送局     | 対象地域   | 備考                      |
| ------------------------- | ---------------------------- | ---------- | ---------- | ------------------------- |
| 2010年10月5日 - 12月21日  | 火曜 2:00 - 2:30（月曜深夜） | テレビ東京 | 関東広域圏 |                           |
| 2010年10月8日 - 12月24日  | 金曜 2:58 - 3:28（木曜深夜） | テレビ愛知 | 愛知県     |                           |
| 2010年10月10日 - 12月26日 | 日曜 2:55 - 3:25（土曜深夜） | テレビ大阪 | 大阪府     |                           |
| 2019年1月14日 - 4月1日    | 木曜 11:30 - 12:00           | AT-X       | 日本全域   | CS放送 / リピート放送あり |

| 配信開始日                | 配信時間        | 配信サイト         |
| ------------------------- | --------------- | ------------------ |
| 2010年10月12日 - 12月27日 | 月曜 12:00 更新 | ニコニコチャンネル |

| 放送期間                  | 放送時間                     | 放送局     | 対象地域   | 備考                      |
| ------------------------- | ---------------------------- | ---------- | ---------- | ------------------------- |
| 2011年9月27日 - 12月27日  | 火曜 2:00 - 2:30（月曜深夜） | テレビ東京 | 関東広域圏 |                           |
| 2011年10月14日 - 12月30日 | 金曜 3:00 - 3:30（木曜深夜） | テレビ愛知 | 愛知県     |                           |
| 2011年10月16日 - 12月25日 | 日曜 2:55 - 3:25（土曜深夜） | テレビ大阪 | 大阪府     |                           |
| 2011年10月15日 - 12月31日 | 土曜 9:00 - 9:30             | AT-X       | 日本全域   | CS放送 / リピート放送あり |

| 配信開始日             | 配信時間                   | 配信サイト         |
| ---------------------- | -------------------------- | ------------------ |
| 2011年10月5日 - 1月4日 | 火曜 1:30（月曜深夜） 更新 | ニコニコチャンネル |

| 放送期間      | 放送時間           | 放送局 | 対象地域 | 備考                      |
| ------------- | ------------------ | ------ | -------- | ------------------------- |
| 2013年2月24日 | 日曜 22:30 - 23:00 | AT-X   | 日本全域 | CS放送 / リピート放送あり |

| 放送期間      | 放送時間           | 放送局 | 対象地域 | 備考                      |
| ------------- | ------------------ | ------ | -------- | ------------------------- |
| 2014年6月22日 | 日曜 22:30 - 23:00 | AT-X   | 日本全域 | CS放送 / リピート放送あり |

| テレビ東京 火曜2:00 - 2:30（月曜深夜）枠 | テレビ東京 火曜2:00 - 2:30（月曜深夜）枠 | テレビ東京 火曜2:00 - 2:30（月曜深夜）枠                                  |
| 前番組                                   | 番組名                                   | 次番組                                                                    |
| ---------------------------------------- | ---------------------------------------- | ------------------------------------------------------------------------- |
| 通販番組                                 | 侵略！イカ娘 （2010.10.5 - 12.21）       | つなぎ番組 ↓ 一狩りいこうぜ! （2011.2.1 - 3.29） 【ここのみバラエティ枠】 |
| ゆるゆり （2011.7.5 - 9.20）             | 侵略!?イカ娘 （2011.9.27 - 12.27）       | 男子高校生の日常 （2012.1.10 - 3.27）                                     |

### 映像特典
- 第1期Blu-ray / DVD第5巻・第6巻に収録されている、ミニイカ娘が主人公のミニエピソード。
- これらの映像特典は第5話Cパート「飼わなイカ?」と共に「ミニイカ娘3部作」と題して公式ファンブックにフィルムコミックが掲載された。

| 巻数  | 話数  | サブタイトル                        | 作画監督          | 総作画監督 | 脚本・絵コンテ・演出 |
| ----- | ----- | ----------------------------------- | ----------------- | ---------- | -------------------- |
| 第5巻 | 第1話 | ミニイカ娘 ショートストーリー その1 | 松本麻友子        | 石川雅一   | 水島努               |
| 第6巻 | 第2話 | ミニイカ娘 ショートストーリー その2 | 井出直美 石川雅一 | 石川雅一   | 満仲勧               |

### 関連商品

#### Blu-ray Disc / DVD
第1期
2010年12月24日から2011年5月18日まで発売。 ジャケットイラストはキャラクターデザインを手掛けた石川雅一の描き下ろし。BD・DVD共通特典として侵略リーフレットが同梱された。
映像特典として収録話のエンディングアニメーション、音声特典としてキャラクターコメンタリー『イカ娘の独りよがりな独り語り』が収録。 またBD限定の音声特典としてインターネットラジオ『イカすラジオ』が収録された。
| 巻 数 | 発売日         | 収録話               | 収録ラジオ | BD初回限定生産特典                                                                | 規格品番   | 規格品番   |
| 巻 数 | 発売日         | 収録話               | 収録ラジオ | BD初回限定生産特典                                                                | BD         | DVD        |
| ----- | -------------- | -------------------- | ---------- | --------------------------------------------------------------------------------- | ---------- | ---------- |
| 1     | 2010年12月24日 | 第1話 - 第2話        | 第4回      | 1/1スケール触手切り落とし&缶バッジ                                                | PCXG-50051 | PCBG-51751 |
| 2     | 2011年1月26日  | 第3話 - 第4話        | 第5回      | イカ娘蛇足泳ぎ観察カード 偽イカ娘缶バッジ×2個                                     | PCXG-50052 | PCBG-51752 |
| 3     | 2011年3月2日   | 第5話 - 第6話        | 第6回      | 1/1スケールミニイカ娘フィギュア BD全巻収納BOX                                     | PCXG-50053 | PCBG-51753 |
| 4     | 2011年3月16日  | 第7話 - 第8話        | 第7回      | 侵略イベント参加応募券 その1 イカ娘涙ぽろりんコレクション 早苗缶バッジ&渚缶バッジ | PCXG-50054 | PCBG-51754 |
| 5     | 2011年4月20日  | 第9話 - 第10話       | 第8回      | 侵略イベント参加応募券 その2 栄子缶バッジ&千鶴缶バッジ&ミニイカ娘缶バッジ         | PCXG-50055 | PCBG-51755 |
| 6     | 2011年5月18日  | 第11話 - 第12話      | 第9回      | ジャケットイラスト・クリスタルプリント 侵略イベント参加応募ハガキ                 | PCXG-50056 | PCBG-51756 |
| BOX   | 2014年9月17日  | 全12話 + 2012 SUMMER | -          | オールカラーブックレット 安部真弘描き下し「イカ缶!」                              | PCXG-60060 | -          |

第2期
2011年12月21日から2012年5月16日まで発売。第1期同様、ジャケットイラストはキャラクターデザインを手掛けた石川雅一の描き下ろし。BD・DVD共通特典としてオールカラーリーフレットが同梱された。
映像特典としてノンテロップオープニング・エンディングアニメーション、音声特典としてキャラクターコメンタリーを収録。
| 巻 数 | 発売日         | 収録話               | BD初回限定生産特典                                                               | 規格品番   | 規格品番   |
| 巻 数 | 発売日         | 収録話               | BD初回限定生産特典                                                               | BD         | DVD        |
| ----- | -------------- | -------------------- | -------------------------------------------------------------------------------- | ---------- | ---------- |
| 1     | 2011年12月21日 | 第1話 - 第2話        | 侵略者ステッカー3枚 クリアシートコレクション4枚                                  | PCXG-50101 | PCBG-51761 |
| 2     | 2012年1月18日  | 第3話 - 第4話        | 黒ミニイカ娘&ブラックタイガー号1/1スケールフィギュア                             | PCXG-50102 | PCBG-51762 |
| 3     | 2012年2月15日  | 第5話 - 第6話        | BD全巻収納BOX 1/1スケールフィギュア朝顔ドレスを着たミニイカ娘                    | PCXG-50103 | PCBG-51763 |
| 4     | 2012年3月21日  | 第7話 - 第8話        | シリアル番号入りイカ娘公認「侵略応援カード」 クリアシートコレクション3枚         | PCXG-50104 | PCBG-51764 |
| 5     | 2012年4月18日  | 第9話 - 第10話       | シリアル番号入り長月早苗公認「イカちゃん応援カード」 クリアシートコレクション3枚 | PCXG-50105 | PCBG-51765 |
| 6     | 2012年5月16日  | 第11話 - 第12話      | 夏祭り思い出カード7枚 侵略者ステッカー3枚                                        | PCXG-50106 | PCBG-51766 |
| BOX   | 2014年12月17日 | 全12話 + 2013 SUMMER | 安部真弘描き下し「ゲソ缶!」                                                      | PCXG-60061 | -          |

#### CD
| 発売日         | タイトル                                                     | 規格品番                                     | 備考                   |
| -------------- | ------------------------------------------------------------ | -------------------------------------------- | ---------------------- |
| 2010年12月15日 | これが海への愛じゃなイカ!                                    | LHCM-1085                                    | キャラクターソング     |
| 2010年12月22日 | 侵略!イカ娘 オリジナルサウンドトラック                       | LHCA-5122                                    | サウンドトラック       |
| 2011年1月26日  | ドラマCDじゃなイカ?                                          | LHCA-5123                                    | ドラマCD               |
| 2011年4月20日  | いイカ☆いイカは☆イイでゲソ!                                  | LHCM-1090                                    | キャラクターソング     |
| 2011年6月8日   | ドラマCD2じゃなイカ?                                         | LHCA-5128                                    | ドラマCD               |
| 2011年7月6日   | イ・カ・ア・イ・ス 食 べ な イ カ?                           | LHCA-31093（初回限定盤） LHCM-1093（通常盤） | キャラクターソング     |
| 2011年9月7日   | 金元寿子×イカ娘 侵略ラジオ 聞かなイカ？ ラジオCD             | LASA-5100/1                                  | ラジオCD               |
| 2011年11月16日 | 君を知ること                                                 | LHCA-31093（初回限定盤） LHCM-1093（通常盤） | キャラクターソング     |
| 2011年12月7日  | IKA LOVE                                                     | LASA-5098                                    | イメージソングアルバム |
| 2011年12月21日 | A,B,C,Dynamitegirl!                                          | LASM-4129                                    | キャラクターソング     |
| 2012年3月14日  | ドラマCD3じゃなイカ?                                         | LASA-5113                                    | ドラマCD               |
| 2012年4月18日  | 金元寿子×イカ娘 侵略ラジオ 聞かなイカ？ ラジオCD2じゃなイカ? | LASA-5121/2                                  | ラジオCD               |

#### その他のグッズ
富士フイルムがアニメ版のワンカットを光沢のある印画紙に印刷したものを「生写真」と題して2010年10月12日から販売し、2015年8月31日で終了した。これは早苗がイカ娘を隠し撮りした写真という設定で郵送販売されたもので、毎週十数点分の画像が従来の商品よりも比較的安価で販売され、芸能人を扱った同種のサービスと同等の売り上げを記録した。
株式会社ディオメディアがオリジナルノートPCを2012年8月末までの期間限定で販売していた。株式会社ユニットコムも「侵略!!イカ娘 ビジュアライズノートパソコン」を2012年12月31日締め切りの受注生産で販売した。

### Webラジオ

#### 金元寿子×イカ娘 イカすラジオ（1期）
番組概要
- タイトル - 「金元寿子×イカ娘 イカすラジオ」
- パーソナリティ - 金元寿子
- 配信サイト - 公式サイト内
- 配信期間 - 2010年9月28日 - 2011年1月11日（毎週火曜更新）

コーナー
- 「私、○○に侵略されています」
- 「私、○○を侵略しています」
- 商品化しなイカ?
- 明日への活力・ゲソのムチ
- 明日への希望・ゲソウィスパー
- お主が参謀

ゲスト
- #2（2010年10月5日） 藤村歩（相沢栄子 役）、田中理恵（相沢千鶴 役）、伊藤かな恵（長月早苗 役）
- #4（2010年10月26日） 伊藤かな恵（長月早苗 役）
- #5（2010年11月9日） 生天目仁美（シンディ 役）
- #7（2010年12月7日） 片岡あづさ（斉藤渚 役）
- #9（2011年1月11日） 藤村歩（相沢栄子 役）

#### 金元寿子×イカ娘 侵略ラジオ 聞かなイカ？（2期）
番組概要
- タイトル - 「金元寿子×イカ娘 侵略ラジオ 聞かなイカ？」[47]
- パーソナリティ - 金元寿子
- 配信サイト - 超!A&G+、公式サイト内
- 配信期間
  - 2011年4月9日 - 6月18日（隔週土曜更新）
  - 2011年7月2日 - 2011年12月31日（毎週土曜更新）
  - 2012年1月7日 - 2012年3月31日（隔週土曜更新）

ゲスト
- #14（2011年8月20日）[注 14] 片岡あづさ（斉藤渚 役）、大谷美貴（相沢たける 役）
- #20（2011年10月1日）大谷美貴
- #26（2011年11月12日）[注 15]大谷美貴、片岡あづさ、菊池こころ（紗倉清美 役）
- #27（2011年11月19日）田中理恵
- #32（2011年12月24日）藤村歩（相沢栄子 役）
- #33（2011年12月31日）大谷美貴、菊池こころ
- #38（2012年3月3日） 伊藤かな恵（長月早苗 役）
- #40（2012年3月31日）大谷美貴、片岡あづさ

#### ラジオCD
- 侵略ラジオ 聞かなイカ? ラジオCDじゃなイカ? - 第12回までの音声と新規収録
- 侵略ラジオ 聞かなイカ? ラジオCD2じゃなイカ? - 第22回までの音声と新規収録

### ソーシャルゲーム
『飼わなイカ？ ミニイカ娘』
2011年8月23日からGREEにて配信。プレイヤーはミニイカ娘の飼い主となってエビをあげたり塩水で遊んであげたり、着替えをさせたりして飼育していく。
2011年12月8日よりMobageからも配信が開始された。いずれもフィーチャーフォン版。
2012年7月31日15時をもってGREE版・Mobage版共にサービス終了。
『侵略！イカ娘☆コレクション』
2011年10月6日からGREEにて配信。プレイヤーはイカ娘の部下となってアニメのストーリーに沿って展開するエピソードを攻略し、お宝アイテムを収集していく。
2013年10月18日をもってサービス終了。

## コラボレーション
共演
- 同じく週刊少年チャンピオンに連載されている『みつどもえ』とは、チャンピオン誌上やアニメの公式サイトなどで幾度もコラボが行われた。
- （厳密には「共演」ではないが）アニメ『とある魔術の禁書目録II』のDVD第1巻収録のおまけアニメ『とある魔術の禁書目録たん3』において、本作を基にしたパロディネタが存在する[注 16]。

痛車
- 2011年のSUPER GTに於いてGT300クラスより参戦しているLMPモータースポーツのフェラーリ・F430にイカ娘のカラーリングが施され[52][注 17]、第6戦富士までは山岸大・山内英輝組が、第7戦と最終戦は山内に代わり、第6戦までエヴァ弐号機ポルシェに乗っていたカルロ・ヴァン・ダムがドライブしている。チーム監督に水島努が就任。サーキット・パドックのホスピタリティテントは、作中の「海の家れもん」が再現されているなど、徹底的にイカ娘の世界観をサーキットで演出している。また、初音ミクBMW(グッドスマイルレーシング)同様個人スポンサー制度を展開している。2011シーズンでは事実上開幕戦の第2戦富士でいきなり予選スーパーラップ進出[注 18]。第3戦マレーシア・セパンで3位表彰台[注 19]、第6戦富士での、HANKOOK PORSCHE・JLOCガヤルド・イカ娘F430の夢の直線3ワイド対決など、2011年年間王者の初音ミクBMW Z4に並ぶ活躍をしている[注 20]。2012年も継続してSUPER GTシリーズへ参戦した。

トレカ
- 2010年12月19日に開催されたプレシャスメモリーズフェスタ内にてカードゲーム化が発表され、2011年5月27日に発売された。なお、カードゲーム化に先立って、キャラクタースリーブが発売されている。TCG『プレシャスメモリーズ』イカ娘ではスターターデッキ・ブースターパックが発売されており、プロモーションカード付コンプリートガイドが発行されている。

フード
- 2010年11月9日 - 12月8日に関東近郊のカラオケチェーン「パセラ」にて侵略！イカ娘×パセラボがコラボした。アニメ第2期にあわせて2011年11月16日より再度開催している。期間中は部屋がイカ娘仕様に飾られた他、パセラオリジナルのフードメニューが注文できた[54]。注文者には特典も配布している。
- 駄菓子「よっちゃんイカ」とのコラボレーションで、「カットよっちゃん×侵略!イカ娘」が関東・東海・近畿地区のミニストップ限定で発売された[注 21]。ミニストップとは2011年にコラボキャンペーンも行っており、同社のPB商品である「おやつラボ」を中心とした展開をしている。
- 2011年10月7日 - 11月13日にナムコ・ナンジャタウンにて、「ナムコ×侵略!?イカ娘キャンペーン!」が開催された。アニメの原画展が行われた他、ゲームコーナーでイカ娘関連グッズが多数配され、施設内各所の飲食店でイカ娘にちなんだ期間限定メニューが販売された。

ゲーム
- 携帯サイト『アニメTVモバイル』のマイページの利用者アバターにイカ娘が登場している。
- MMORPG『トリックスター』においてコラボレートイベントが行われ、イカ娘のペットやアイテムなどが登場した。
- MMORPG『ドラゴナ』においてコラボレートイベントが行われ、イカ娘のペットや「海の家れもん」などが登場した。
- ソーシャルゲーム『狩りとも』においてコラボレートイベントが行われ、侵略!?イカ娘ガチャなどが登場した。
- オンラインゴルフゲーム『スカッとゴルフ パンヤ』にイカ娘をモチーフにしたコスチュームや、ゴルフクラブなどが登場。
- スプラトゥーン - 題材がともに「イカ」という繋がりで、2015年5月28日発売の週刊少年チャンピオンと週刊ファミ通にコラボイラストが掲載された[55]。また、2015年8月6日に実施されたアップデートで、本作とコラボしたギアが追加された[56][57]。

コンビニエンスストア
- 2011年7月にはセーブオンの東日本の一部店舗にて、オリジナルくじで「イカ娘」グッズプレゼントを実施。
- ミニストップの国内のミニストップ店舗にて2011年10月までの時点で3度の侵略キャンペーンを実施。